# Premi al millor manga en català del Saló del Manga de Barcelona
El premi al millor manga en català del Saló del Manga de Barcelona és un guardó anual concedit per Ficomic durant el Saló de Manga de Barcelona que té per objectiu premiar el millor manga de l'any publicat en català. El premi es va concedir per primera vegada el 2023, al 29 Manga Barcelona.
El premi no té dotació econòmica i s'atorga per votació popular mitjançant la pàgina web de Ficomic, en la qual tothom hi pot emetre un vot. El sistema de votació funciona a dues voltes, amb una primera votació de la qual resulta elegida una llista de nominats. A la segona votació es determina el guanyador per votació popular.

## Palmarès
| Any                                             | Títol             | Autor/a        | Editorial |
| ----------------------------------------------- | ----------------- | -------------- | --------- |
| 2023                                            |                   |                |           |
| One Piece                                       | Eiichiro Oda      | Planeta Cómic  |           |
| Haikyū!!                                        | Haruichi Furudate | Planeta Cómic  |           |
| Wind Breaker                                    | Nii Satoru        | Distrito Manga |           |
| 2024                                            |                   |                |           |
| Sakura, la caçadora de cartes                   | CLAMP             | Norma          |           |
| Haikyū!!                                        | Haruichi Furudate | Planeta Cómic  |           |
| Silverday, conte de Fades de Divendres de Plata | Mutsumi Hagiiwa   | Ooso Comics    |           |